# Ruud Bossen
Ruud Bossen (Haarlem, 1962. január 11.– ) holland nemzetközi labdarúgó-játékvezető.

## Pályafutása

### Nemzeti játékvezetés
A játékvezetésből 1984-ben vizsgázott, 1995-ben lett az I. Liga játékvezetője. Az aktív nemzeti játékvezetéstől 2012-ben 50 (!) évesen vonult vissza. Első ligás mérkőzéseinek száma: 500.

### Nemzetközi játékvezetés
A Holland labdarúgó-szövetség Játékvezető Bizottsága (JB) terjesztette fel nemzetközi játékvezetőnek, a Nemzetközi Labdarúgó-szövetség (FIFA) 2001-től tartotta nyilván bírói keretében. Több nemzetek közötti válogatott és klubmérkőzést vezetett. A holland nemzetközi játékvezetők rangsorában, a világbajnokság-Európa-bajnokság sorrendjében többedmagával a 22. helyet foglalja el 2 találkozó szolgálatával. Az aktív nemzetközi játékvezetéstől 2008-ban a FIFA 45 éves korhatárát elérve búcsúzott. Válogatott mérkőzéseinek száma: 8.

#### Világbajnokság
A világbajnoki döntőhöz vezető úton Németországba a XVIII., a 2006-os labdarúgó-világbajnokságra a FIFA JB bíróként alkalmazta.
| Időpont          | Helyszín                      | Mérkőzés típusa           | Mérkőzés             | Eredmény | Nézők száma |
| ---------------- | ----------------------------- | ------------------------- | -------------------- | -------- | ----------- |
| 2005. október 8. | Windsor Park Stadion, Belfast | előselejtező (6. csoport) | Észak-Írország–Wales | 2 : 3    | 13 451      |

#### Európa-bajnokság
Liechtenstein rendezte a 2003-as U19-es labdarúgó-Európa-bajnokságot, ahol a FIFA/UEFA JB bíróként alkalmazta.
| Időpont          | Helyszín                      | Mérkőzés típusa        | Mérkőzés             | Eredmény |
| ---------------- | ----------------------------- | ---------------------- | -------------------- | -------- |
| 2003. július 18. | Eschen-Mauren Stadion, Eschen | selejtező (B. csoport) | Franciaország–Anglia | 0 : 2    |
| 2003. július 20. | Városi Stadion, Schaan        | selejtező (A. csoport) | Portugália–Norvégia  | 2 : 2    |

Az európai-labdarúgó torna döntőjéhez vezető úton Portugáliába a XII., a 2004-es labdarúgó-Európa-bajnokságra az UEFA JB játékvezetőként foglalkoztatta.
| Időpont         | Helyszín                       | Mérkőzés típusa           | Mérkőzés                    | Eredmény | Nézők száma |
| --------------- | ------------------------------ | ------------------------- | --------------------------- | -------- | ----------- |
| 2003. június 7. | Ion Oblemenco Stadion, Craiova | előselejtező (2. csoport) | Románia–Bosznia-Hercegovina | 2 : 0    | 25 000      |